# Psilactis
 Psilactis   A.Gray, 1849 è un genere di piante angiosperme dicotiledoni della famiglia delle Asteraceae, sottofamiglia Asteroideae, tribù Astereae (North American lineage) e sottotribù Symphyotrichinae.

## Etimologia
Il nome del genere deriva dal greco "psilos" (= nudo) e "actis" (= raggio), in riferimento ai fiori di raggio privi di pappo.
Il nome scientifico del genere è stato definito dal botanico Asa Gray (1810-1888) nella pubblicazione " Memoirs of the American Academy of Arts and Sciences" ( Mem. Amer. Acad. Arts ser. 2, 4(1): 71) del 1849.

## Descrizione

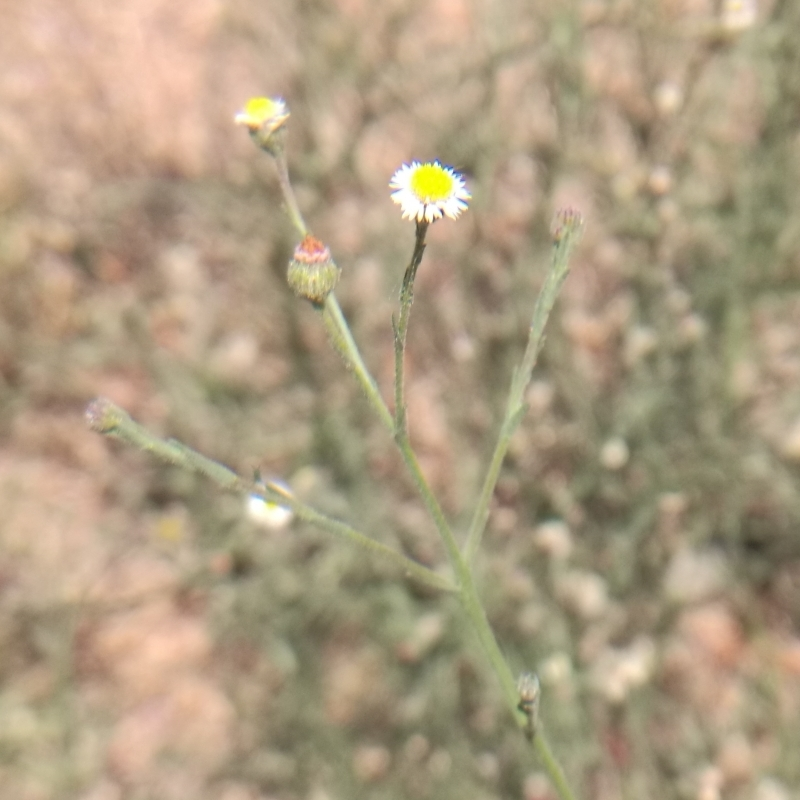
Il portamento
Psilactis brevilingulata

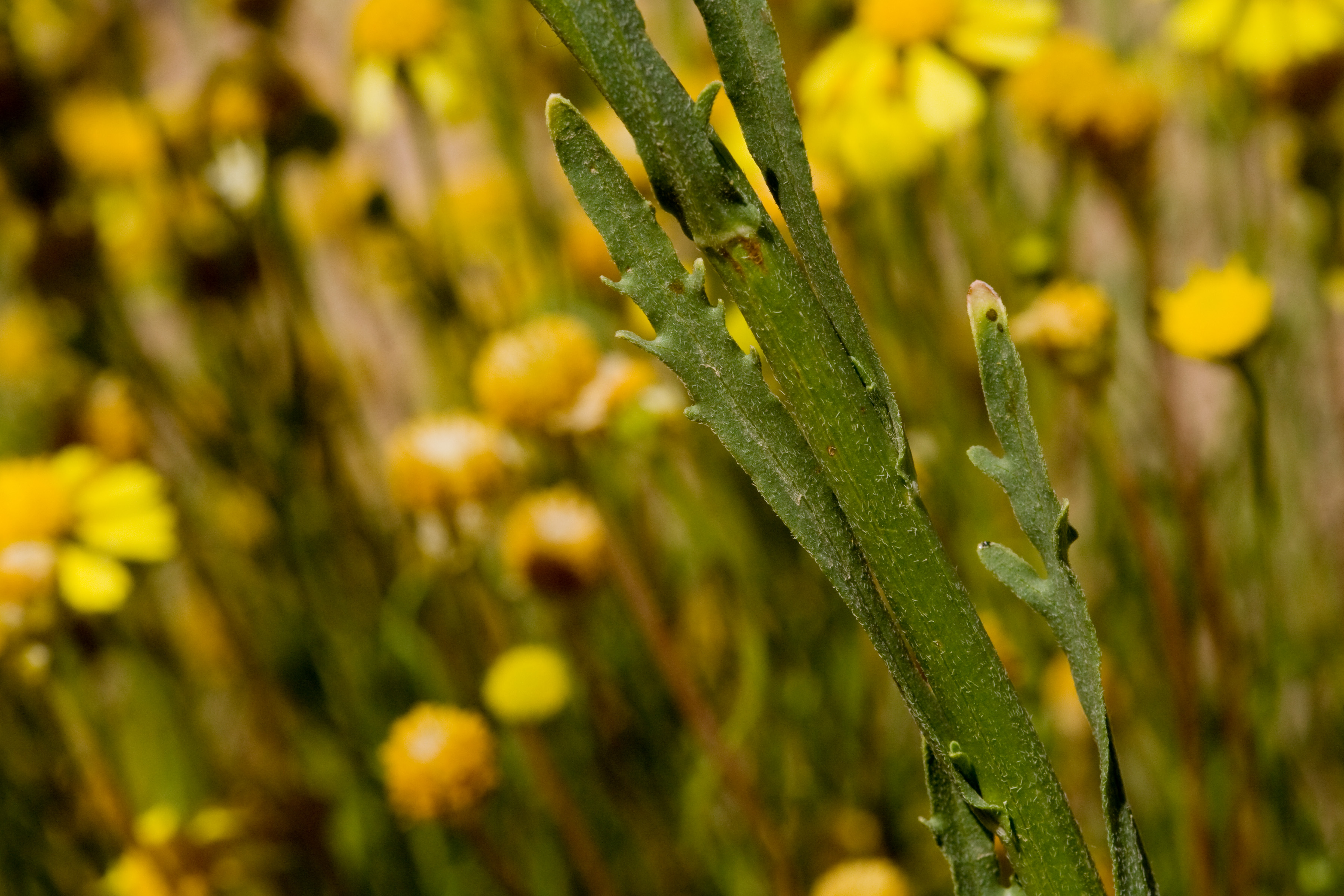
Le foglie
Psilactis asteroides

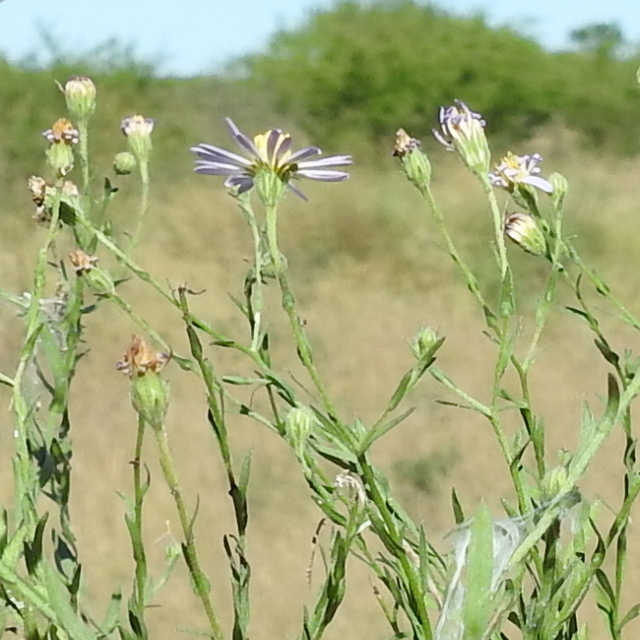
Infiorescenza
Psilactis heterocarpa

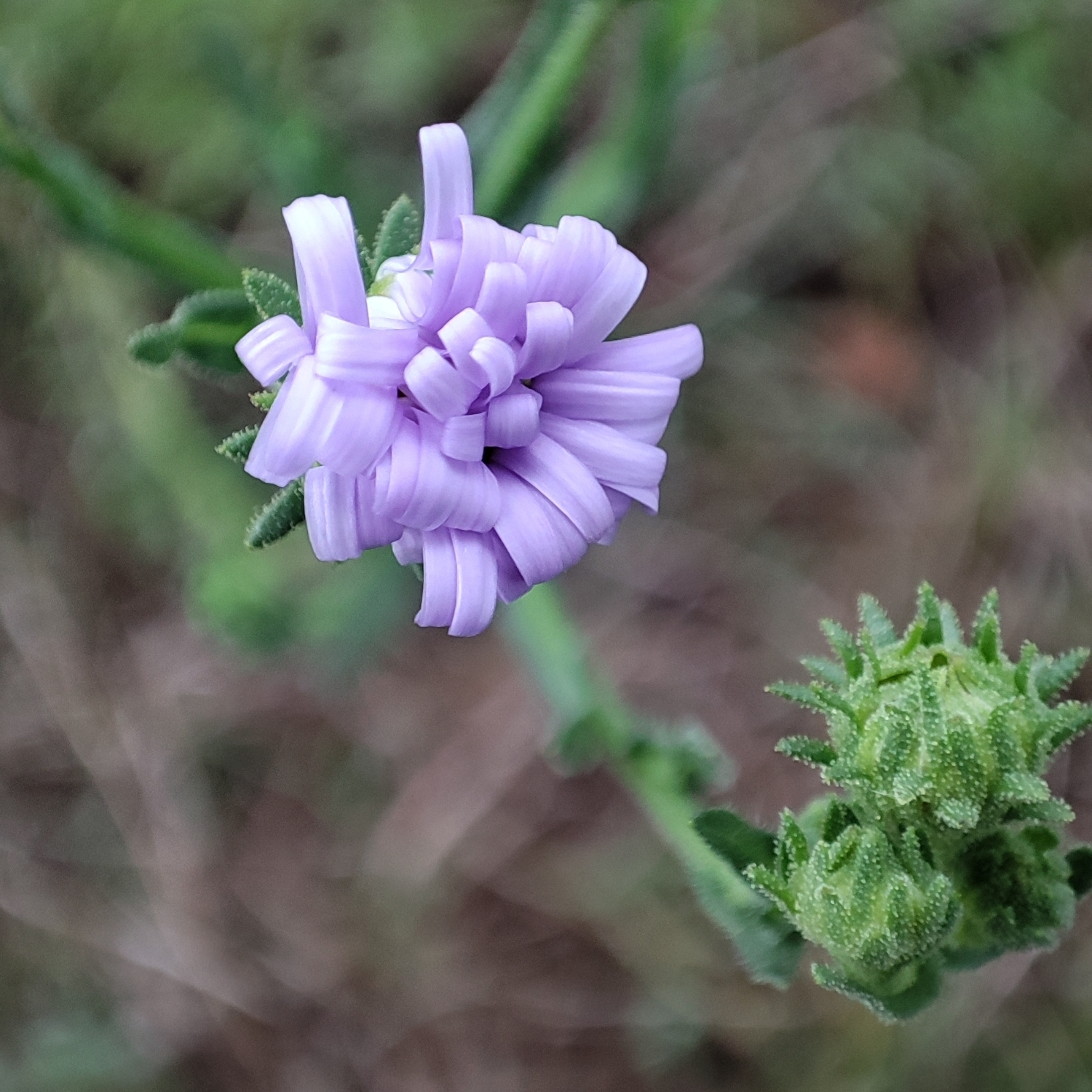
I fiori
Psilactis gentryi

Portamento. Le specie di questo genere hanno un habitus erbaceo annule o perenne (biennale).  L'indumento è stipitato-ghiandoloso, talvolta tomentoso.
Fusto. La parte aerea in genere è eretta, semplice o ramosa. Le radici sono dei fittoni. Altezza media: 15 - 150 cm.
Foglie. Le foglie lungo il caule sono disposte in modo alterno. Le foglie inferiori, picciolate, hanno delle forme da obovate a lineari-lanceolate (raramente dentata e quasi mai divisa in lobi) e appassiscono alla fioritura; quelle superiori, sessili, sono intere. 
Infiorescenza. Le sinflorescenze sono composte da diversi capolini (ma uno per ramo) raccolti in formazioni corimbose o tirsoidi. Le infiorescenze vere e proprie sono composte da un capolino terminale peduncolato di tipo radiato con fiori eterogami. I capolini sono formati da un ampio involucro, con forme da turbinate a emisferiche, composto da 30 - 45 brattee, al cui interno un ricettacolo fa da base ai fiori di due tipi: fiori del raggio e fiori del disco. Le brattee, piatte e a consistenza erbacea nella parte apicale (quelle esterne hanno i margini induriti), sono disposte in modo più o meno embricato e scalato su 2 - 4 serie. Il ricettacolo, da bucherellato a verrucoso, è nudo ossia senza pagliette a protezione della base dei fiori; la forma varia da piatta a convessa. Dimensione involucro: 2 – 9 × 4 – 18 mm.
Fiori.  I fiori sono tetra-ciclici (formati cioè da 4 verticilli: calice – corolla – androceo – gineceo) e pentameri (calice e corolla formati da 5 elementi). Si distinguono in:
- fiori del raggio (esterni): sono da 10 a 70 per capolino, sono femminili e sono disposti su una sola serie (raramente 2 – 4 serie); la forma è ligulata (zigomorfa);
- fiori del disco (centrali): sono più numerosi (da 15 a 150) con forme brevemente tubulose (attinomorfe); sono ermafroditi.

- Formula fiorale:

*/x K {\displaystyle \infty }, [C (5), A (5)], G 2 (infero), achenio
- Calice: i sepali del calice sono ridotti ad una coroncina di squame.

- Corolla:

- fiori del raggio: la forma della corolla alla base è più o meno tubulosa-imbutiforme, mentre all'apice è ligulata (avvolgente); la ligula può terminare con alcuni denti; il colore è bianco, blu o violaceo;
- fiori del disco: la forma è tubulare bruscamente divaricata in 5 lobi; i lobi, eretti, hanno una forma da deltata a lanceolata; il colore è giallo o viola.

- Androceo: l'androceo è formato da 5 stami sorretti da filamenti generalmente liberi; gli stami sono connati e formano un manicotto circondante lo stilo; le teche (produttrici del polline) alla base sono troncate e sono lievemente auricolate (molto raramente sono speronate o hanno una coda); le appendici apicali delle antere hanno delle forme piatte e lanceolate; il tessuto endoteciale (rivestimento interno dell'antera) è quasi sempre polarizzato (con due superfici distinte: una verso l'esterno e una verso l'interno). Il polline è sferico con un diametro medio di circa 25 micron;  è tricolporato (con tre aperture sia di tipo a fessura che tipo isodiametrica o poro) ed è echinato (con punte sporgenti).[10][12]

- Gineceo: l'ovario è infero uniloculare formato da 2 carpelli.[6] Lo stilo (il recettore del polline) è profondamente bifido (con due stigmi divergenti) e con le linee stigmatiche marginali separate.[13] I due bracci dello stilo hanno una forma da lanceolata a deltoide e possono essere papillosi o ricoperti da ciuffi di peli.

Frutti. I frutti sono degli acheni dimorfici con pappo; 
- frutti dei fiori del raggio: gli acheni hanno delle forme da affusolate a obovate con 5 - 18 nervature longitudinali e superficie brevemente strigosa; il pappo è assente;
- frutti dei fiori del disco: sono leggermente più lunghi con un pappo di 20 - 50 setole (bianche o fulve) disposte su una sola serie.

## Biologia
Impollinazione: l'impollinazione avviene tramite insetti (impollinazione entomogama tramite farfalle diurne e notturne).

Riproduzione: la fecondazione avviene fondamentalmente tramite l'impollinazione dei fiori (vedi sopra).

Dispersione: i semi (gli acheni) cadendo a terra sono successivamente dispersi soprattutto da insetti tipo formiche (disseminazione mirmecoria). In questo tipo di piante avviene anche un altro tipo di dispersione: zoocoria. Infatti gli uncini delle brattee dell'involucro (se presenti) si agganciano ai peli degli animali di passaggio disperdendo così anche su lunghe distanze i semi della pianta. Inoltre per merito del pappo il vento può trasportare i semi anche a distanza di alcuni chilometri (disseminazione anemocora).

## Distribuzione e habitat
Le specie di questo genere sono distribuite dall'America del Nord meridionale all'America del Sud settentrionale.

## Sistematica
La famiglia di appartenenza di questa voce (Asteraceae o Compositae, nomen conservandum) probabilmente originaria del Sud America, è la più numerosa del mondo vegetale, comprende oltre 23.000 specie distribuite su 1.535 generi, oppure 22.750 specie e 1.530 generi secondo altre fonti (una delle checklist più aggiornata elenca fino a 1.679 generi). La famiglia attualmente (2021) è divisa in 16 sottofamiglie; la sottofamiglia Asteroideae è una di queste e rappresenta l'evoluzione più recente di tutta la famiglia.

### Filogenesi
La tribù Astereae (una delle 21 tribù della sottofamiglia Asteroideae) comprende circa 40 sottotribù. In base alle ultime ricerche nella tribù sono stati individuati (provvisoriamente) 5 principali lignaggi:
- Basal grade: include alcuni generi isolati, il gruppo "South American-Oceania",  alcune sottotribù africane e il gruppo dei generi legnosi del Madagascar.
- Bellis lineage: comprende le sottotribù eurasiatiche e una sottotribù africana.
- Aster lineage: include i generi asiatici di Asterinae e i principali gruppi dell'Australia e dell'Oceania.
- Baccharis lineage: include alcuni gruppi sudamericani.
- North American lineage: include la vasta gamma di sottotribù del Nordamerica, Messico e alcuni gruppi distribuiti nel Sudamerica.

Il genere  Psilactis  (insieme alla sottotribù Symphyotrichinae) è incluso nel lignaggio "North American lineage". Le evidenze molecolari dalle sequenze del DNA ribosomiale indicano che Psilactis è strettamente correlato al genere Symphyotrichum.
I caratteri distintivi del genere sono:
- le piante hanno un ciclo biologico annuale o perenne con rizomi lunghi o corti e radici fibrose;
- i capolini e la parte superiore degli steli è provvista di peli stipitato-ghiandolari;
- gli acheni dei fiori del raggio sono privi di pappo.

Il numero cromosomico delle specie di questo genere è: 2n = 18, 8 e 6.

### Elenco delle specie
Questo genere ha 6 specie:
- Psilactis asteroides A.Gray
- Psilactis brevilingulata  Sch.Bip. ex Hemsl.
- Psilactis gentryi  (Standl.) D.R.Morgan
- Psilactis heterocarpa  (R.L.Hartm. & M.A.Lane) D.R.Morgan
- Psilactis odysseus  (G.L.Nesom) D.R.Morgan
- Psilactis tenuis  S.Watson